# Fairview Entertainment
Fairview Entertainment è una casa di produzione cinematografica statunitense, fondata dal regista e attore Jon Favreau, con la quale ha prodotto molte pellicole da lui stesso dirette e diversi film dell'MCU (nei quali Favreau svolge il ruolo di produttore esecutivo).

## Filmografia

### Cinema
- Swingers, regia di Doug Liman (1996);
- Made - Due imbroglioni a New York (Made), regia di Jon Favreau 2001);
- Big Empty - Tradimento fatale (The Big Empty), regia di Steve Anderson 2003);
- Hooligans, regia di Lexi Alexander (2005);
- Iron Man, regia di Jon Favreau (2008);
- Iron Man 2, regia di Jon Favreau (2010);
- Cowboys & Aliens, regia di Jon Favreau (2011);
- The Avengers, regia di Joss Whedon (2012);
- Iron Man 3, regia di Shane Black (2013);
- Chef - La ricetta perfetta (Chef), regia di Jon Favreau (2014);
- Avengers: Age of Ultron, regia di Joss Whedon (2015);
- Il libro della giungla (The Jungle Book), regia di Jon Favreau (2016);
- Avengers: Infinity War, regia di Anthony e Joe Russo (2018);
- Avengers: Endgame, regia di Anthony e Joe Russo (2019);
- Il re leone (The Lion King), regia di Jon Favreau (2019).

### Televisione
- Revolution - serie TV (2012);
- The Shannara Chronicles - serie TV (2016);
- The Orville – serie TV (2017);
- The Mandalorian - serie TV (2019)[2];
- The Book of Boba Fett - serie TV (2021).